# レディースステークス
レディースステークス（Ladies Stakes）は、アメリカ合衆国のニューヨーク州にあるアケダクト競馬場で行われる競馬の競走である。

## 概要
1868年にジェロームパーク競馬場で創設した競走で、アメリカ合衆国の牝馬限定戦では最古の競走である。現在は1月に施行されており、賞金は10万ドルである。
創設から1919年までは3歳牝馬に限定されていたが、1913年から1938年まではあらゆる年齢の牝馬に解放された。1939年からは4歳以上の牝馬に解放されている。1895年には施行されず、1908年にはニューヨーク州議会がハート・アグニュー法を可決されて賭博が禁止になったことで州内の競馬が閉鎖された。2006年は出走頭数不足により中止、2009年は財政再建のために行われなかった。

## 記録

### 最速記録
- 1:49.78 @ 1-1/8 miles: Teen Pauline (2014年)
- 1:36.40 @ 1 mile: Red Eye (1939年)
- 2:01.40 @ 1-1/4 miles: Bastonera II (1976年), Transient Trend (1995年)
- 2:29.40 @ 1-1/2 miles: Goofed (1963年)
- 2:58.25 @ 1-5/8 miles: Katie Pease (1873年)

### 最多勝利馬
- Black Maria (1926年, 1927年)
- Strolling Belle (1999年, 2000年)

### 騎手最多勝
- 6 – Ángel Cordero Jr. (1968年, 1970年, 1973年, 1976年, 1981年, 1988年)

### 調教師最多勝
- 4 – Jacob Pincus (1872年, 1875年, 1876年, 1880年)
- 4 – R. Wyndham Walden (1877年, 1879年, 1881年, 1894年)
- 4 – John C. Kimmel (1998年, 1999年, 2000年, 2004年)

### 馬主最多勝
- 5 – August Belmont (1872年, 1875年, 1876年, 1880年, 1889年)

## 歴代優勝馬
2000年以降の勝ち馬のみ
- 2000年 Strolling Belle
- 2001年 Summer Colony
- 2002年 Critical Eye
- 2003年 Savedbythelight
- 2004年 Rare Gift
- 2005年 India Halo
- 2007年 Wow Me Free
- 2008年 Borrowing Base
- 2010年 Tidal Dance
- 2011年 R Betty Graybull
- 2012年 C C's Pal
- 2013年 Arena Elvira
- 2014年 Teen Pauline
- 2015年 Divided Attention
- 2016年 Saythreehailmary's
- 2017年 Wonder Gal
- 2018年 Just Got Out
- 2019年 Forever Liesl
- 2020年 Bellera
- 2021年 Thankful
- 2022年 Battle Bling
- 2023年 Falconet
- 2024年 Comparative
- 2025年 Tizzy in the Sky